# Wapen van Markelo
Het wapen van Markelo was in gebruik door de gemeente Markelo van 25 januari 1880 tot 1 januari 2001 toen de gemeente opging in de fusiegemeente Hof van Twente. 

## Geschiedenis
De symbolen in het wapen hebben allen betrekking op de geschiedenis en de ligging van de voormalige gemeente en de huidige plaats Markelo. De heuvels in het wapen hebben betrekking op de vijf heuvels die de plaats Markelo omgeven. Op deze heuvels zou door de Saksen zijn recht gesproken en later werden de bisschoppen van Utrecht er als heersers over de landschap Twente gehuldigd. Dit werd op de Markeloseberg gedaan. 
Een Saksische dingplaats werd omgeven door takken van de hazelaar, deze waren onderling verbonden met koorden. Hierdoor ontstond een omtuining. Dit wordt in het wapen ook weergegeven door de lindebomen met daaromheen de zwarte paaltjes. De richter had tijdens de rechtspraak een schild boven zijn hoofd hangen, dit was een teken van macht, ook dit is weergegeven in het gemeentewapen.

## Ander wapen aangevraagd
De gemeente Markelo heeft in 1879 een ander wapen aangevraagd dan dat zij in 1880 heeft gekregen. De burgemeester heeft de volgende beschrijving naar de Hoge Raad van Adel gestuurd:
Van goud, beladen met vijf bergen of heuvels van sinopel; in den regterbovenhoek van het schild het wapen van Utrecht, in den linkerbovenhoek het wapen van het Koninkrijk Saksen; het schild gedekt door een kroon met vijf fleurons, hebbende tot schildhouders regts een bisschop met staf en links een Saksischen gehelmden krijgsman houdenden in de regterhand een speer en in de linker een op de grond staand zilveren schild.
De gekozen symboliek was niet de reden waarom de Hoge Raad het wapen heeft geweigerd, en aangepast. De reden voor de Hoge Raad was de uitvoering van de symboliek, de twee vrijkwartieren in het wapen zijn zeer ongebruikelijk en ook niet fraai om te zien. Ook waren de beide vrijkwartieren niet correct weergegeven. Het weergegeven wapen van Utrecht was niet het wapen van het bisdom, maar het wapen van de stad Utrecht. Het wapen had dus rood moeten zijn, met daarin een zilveren kruis. Om toch een symbool voor het bisdom te gebruiken werd geadviseerd om het wapen van Utrecht te vervangen door het kruis van het Sticht, maar liever door een mijter als algemeen symbool. Het Oversticht heeft nooit een kruis gevoerd.
Het Koninkrijk Saksen heeft nooit iets te maken gehad met de Saksen aan het begin van de jaartelling. Om die reden heeft de Hoge Raad geadviseerd om dit wapen in het geheel weg te laten. De gemeente heeft ook dit advies opgevolgd en het wapen vervangen door een Saksische dingplaats.
Er was ook kritiek op de schildhouders: zij werden overbodig bevonden omdat hetgeen zij symboliseerden al in het wapen voorkwam aan de hand van andere symbolen.
In de negentiende eeuw kregen gemeentes alleen een kroon op hun wapen als zij een afgevaardigde naar de Provinciale Staten zonden, in het geval van Markelo was hier geen spraken van en dus mocht de gemeente geen kroon op het wapen voeren. In de twintigste eeuw kreeg Markelo toch haar kroon, omdat het toen pas mogelijk werd dat alle gemeentes een kroon gingen voeren.

## Blazoen
Het eerste door de Hoge Raad van Adel toegekende wapen werd op 25 januari 1880 aan de gemeente Markelo toegekend. De beschrijving van het eerste wapen luidde als volgt: 
Doorsneden; het bovenste gedeelte gedeeld zijnde, regts van keel beladen met een zilveren bisschopsmijter met een kruis van keel en omzoomd van goud; links van goud beladen met 3 lindeboomen van sinopel, staande op een terras van hetzelfde en omgeven door palen van sabel, verbonden door een zilveren koord, dragende de tweede lindeboom een schildje van zilver; het benedengedeelte van het schild is van goud beladen met heuvels van sinopel met 5 toppen.
Het wapen van Markelo bestond uit drie delen, de bovenste helft was in tweeën gedeeld. Heraldisch rechts, voor de kijker links, was een rood vlak met daarin een zilveren bisschopsmijter. Op de mijter stond een rood kruis en de randen van de mijter waren van goud. Op het heraldisch linker vlak, voor de kijker rechts, een gouden vlak met daarin drie groene lindebomen op een groene ondergrond. Zij waren omgeven door zwarte paaltjes, verbonden door een zilveren koord, de middelste boom droeg een zilveren schildje. Het onderste deel van het schild was van goud met vijf groene heuvels.
Op 9 maart 1967 verkreeg de gemeente Markelo een nieuw blazoen. Gemoderniseerd en met alle drie de delen duidelijk aangegeven.
Doorsneden: I gedeeld: a) in keel een zilveren bisschopsmijter, omzoomd van goud en beladen met een kruis van keel; b) in goud 3 lindebomen van sinopel, staande op een terras van hetzelfde en omgeven door palen van sabel, verbonden door een koord van zilver, de middelste lindeboom beladen met een schildje van hetzelfde, II in goud heuvels van sinopel met 5 toppen. Het schild gedekt met een gouden kroon van 3 bladeren en 2 paarlen.
In dit blazoen geven de Romeinse cijfers aan welke helft er als eerste besproken wordt, de bovenste helft als eerste. Deze bestaat uit deel a en b. De wapens zijn exact gelijk aan elkaar, het enige verschil in het blazoen zit hem eigenlijk in de gravenkroon die het wapen dekt.